# De club (televisieserie)
De club is een Vlaamse televisieserie uit 2023 in regie van Toon Slembrouck naar een scenario van Hilde Pallen, Sara Theunynck, Zita Theunynck, Leander Verdievel en Astrid van Keulen. De tragikomische fictiereeks volgt drie koppels die vrienden worden in de loop van hun traject in een fertiliteitskliniek.
De club is een coproductie van VRT 1, Amazon Prime Video en Les Gens en kwam tot stand dankzij de Tax Shelter-maatregel van de Belgische Federale Overheid.
Op het internationaal filmfestival van Genève won de serie in 2023 de Reflet d'or voor beste serie.

## Rolverdeling
- Janne Desmet als Kirstie Van Der Plaetsen
- Dominique Van Malder als Bert Debrabandere
- Roos Dickmann als Charley (Charlotte) Druyssen
- Achraf Koutet als Ziggy Cherkaoui
- Jade Olieberg als Ellen Mukunde
- Evelien Bosmans als Twee
- Lies Visschedijk als Eva Deseure

## Afleveringen
1. De club waar je niet bij wil horen
2. De nu of nooit-club
3. De pick-upclub
4. De kaartjesclub
5. De babybingoclub
6. The fight club
7. De kus allemaal lekker mijn kloten-club
8. De club waar je bij hoort